# Tournoi des Cinq Nations 1969
Navigation
Tournoi 1968 Tournoi 1970
Le Tournoi des Cinq Nations 1969 (11 janvier - 12 avril 1969) est particulièrement difficile pour l'équipe de France après son Grand Chelem de 1968, qui doit son unique point au match nul obtenu face au vainqueur du Tournoi, l'équipe du pays de Galles.
C'est la quarantième édition de la compétition et le soixante-quinzième tournoi britannique.

## Classement
Légende :

J matches joués, V victoires, N matches nuls, D défaites
PP points pour, PC points contre, Δ différence de points PP-PC
Pts points de classement (barème : 2 points pour une victoire, 1 point en cas de match nul, rien pour une défaite)
T Tenante du titre 1968.
| Rang | Nations        | J | V | N | D | PP | PC | Δ   | Pts |
| ---- | -------------- | - | - | - | - | -- | -- | --- | --- |
| 1    | Pays de Galles | 4 | 3 | 1 | 0 | 79 | 31 | +48 | 7   |
| 2    | Irlande        | 4 | 3 | 0 | 1 | 61 | 48 | +13 | 6   |
| 3    | Angleterre     | 4 | 2 | 0 | 2 | 54 | 58 | -4  | 4   |
| 4    | Écosse         | 4 | 1 | 0 | 3 | 12 | 44 | -32 | 2   |
| 5    | France (T)     | 4 | 0 | 1 | 3 | 28 | 53 | -25 | 1   |

Meilleures attaque, défense et différence de points pour le pays de Galles.

## Résultats des matchs
Les matchs ont lieu le samedi sur neuf dates :
| Date et lieu                 | Nation hôte    | Score   | Nation invitée |
| 11 janvier 1969 - Colombes   | France         | 03 - 6  | Écosse         |
| 25 janvier 1969 - Dublin     | Irlande        | 17 - 9  | France         |
| 1er février 1969 - Édimbourg | Écosse         | 03 - 17 | Pays de Galles |
| 8 février 1969 - Dublin      | Irlande        | 17 - 15 | Angleterre     |
| 22 février 1969 - Londres    | Angleterre     | 22 - 8  | France         |
| 22 février 1969 - Édimbourg  | Écosse         | 00 - 16 | Irlande        |
| 8 mars 1969 - Cardiff        | Pays de Galles | 24 - 11 | Irlande        |
| 15 mars 1969 - Londres       | Angleterre     | 08 - 3  | Écosse         |
| 22 mars 1969 - Colombes      | France         | 08 - 8  | Pays de Galles |
| 12 avril 1969 - Cardiff      | Pays de Galles | 30 - 9  | Angleterre     |

## Les matches de l'équipe de France
Données sur les rencontres de la France :

### France - Écosse
| 11 janvier 1969 Temps gris et doux. | France Capitaine : Carrère | 3 - 6 (0-3) | Écosse Capitaine : Telfer                 | Stade Yves-du-Manoir, Colombes Terrain souple 25 576 spectateurs Arbitre : G Lamb |
| 11 janvier 1969 Temps gris et doux. | Pénalité(s) : Villepreux   |             | Essai(s) : Telfer Pénalité(s) : C Blaikie | Stade Yves-du-Manoir, Colombes Terrain souple 25 576 spectateurs Arbitre : G Lamb |
| 11 janvier 1969 Temps gris et doux. |                            |             |                                           | Stade Yves-du-Manoir, Colombes Terrain souple 25 576 spectateurs Arbitre : G Lamb |

### Irlande - France
| 25 janvier 1969 Temps frais et gris ; vent en faveur de l'Irlande puis plus faiblement de la France. | Irlande Capitaine : Kiernan                                                                      | 17 - 9 (11-6) | France Capitaine : Carrère                   | Lansdowne Road, Dublin Terrain souple 50 000 spectateurs Arbitre : G Lamb |
| 25 janvier 1969 Temps frais et gris ; vent en faveur de l'Irlande puis plus faiblement de la France. | Essai(s) : T Moroney Transformation(s) : T Moroney Pénalité(s) : 3 T Moroney Drop(s) : T Moroney |               | Essai(s) : Trillo Pénalité(s) : 2 Villepreux | Lansdowne Road, Dublin Terrain souple 50 000 spectateurs Arbitre : G Lamb |
| 25 janvier 1969 Temps frais et gris ; vent en faveur de l'Irlande puis plus faiblement de la France. |                                                                                                  |               |                                              | Lansdowne Road, Dublin Terrain souple 50 000 spectateurs Arbitre : G Lamb |

### Angleterre - France
| 22 février 1969 Beau temps doux ; léger vent pour l'Angleterre puis pour la France. | Angleterre Capitaine : B Rogers                                                                 | 22 - 8 (11-5) | France Capitaine : Puget                                             | Twickenham, Londres Terrain mou mais pas boueux. 65 000 spectateurs Arbitre : D D'Arcy |
| 22 février 1969 Beau temps doux ; léger vent pour l'Angleterre puis pour la France. | Essai(s) : 3 D Rollit, K Fielding, R Webb Transformation(s) : 2/3 Hiller Pénalité(s) : 3 Hiller |               | Essai(s) : Bonal Transformation(s) : C Lacaze Pénalité(s) : C Lacaze | Twickenham, Londres Terrain mou mais pas boueux. 65 000 spectateurs Arbitre : D D'Arcy |
| 22 février 1969 Beau temps doux ; léger vent pour l'Angleterre puis pour la France. |                                                                                                 |               |                                                                      | Twickenham, Londres Terrain mou mais pas boueux. 65 000 spectateurs Arbitre : D D'Arcy |

### France pays de Galles
| 22 mars 1969 Ensoleillé mais frais ; fort vent en faveur de Galles puis de la France. | France Capitaine : Villepreux                                              | 8 - 8 (8-0) | Pays de Galles Capitaine : B Price                               | Stade Yves-du-Manoir Bon terrain 34 657 spectateurs Arbitre : G Burrell |
| 22 mars 1969 Ensoleillé mais frais ; fort vent en faveur de Galles puis de la France. | Essai(s) : Campaes Transformation(s) : Villepreux Pénalité(s) : Villepreux |             | Essai(s) : 2 G Edwards, Richards Transformation(s) : 1/2 Jarrett | Stade Yves-du-Manoir Bon terrain 34 657 spectateurs Arbitre : G Burrell |
| 22 mars 1969 Ensoleillé mais frais ; fort vent en faveur de Galles puis de la France. |                                                                            |             |                                                                  | Stade Yves-du-Manoir Bon terrain 34 657 spectateurs Arbitre : G Burrell |

## Composition de l'équipe victorieuse
Voir la page : l'Équipe du pays de Galles de rugby à XV au Tournoi des Cinq Nations 1969.